# لیلیان گیبس
لیلیان گیبس (انگلیسی: Lilian Gibbs؛ ۱۰ سپتامبر ۱۸۷۰ – ۳۰ ژانویهٔ ۱۹۲۵) گیاه‌شناس بریتانیایی بود که در موزه بریتانیا کار می‌کرد. او اولین زن و اولین گیاه‌شناسی بود که در فوریه ۱۹۱۰ به کوه کینبالو صعود کرد. گیبس گیاهان ناشناخته زیادی را جمع‌آوری کرد که چند تا از آنها به افتخار او نامگذاری شده است. (Miss Gibbs Bamboo -بامبوی خانم گیبس)